# Reconeixement intel·ligent de caràcters
El reconeixement intel·ligent de caràcters (en anglès, Intelligent character recognition, ICR) és un sistema avançat del reconeixement òptic de caràcters per a «legir» texts escrits a mà.
Un programari ICR és «intel·ligent» en el sentit que té la capacitat d'aprendre les lletres de l'estil personal d'escriptura a mà durant el procés i així pot millorar la qualitat del reconeixement. Té dues aplicacions principals: la transliteració fora de línia a partir d'un escaneig de documents manuscrits o mecanografiats en paper o un altre suport, i l'aplicació en línia. Aquesta darrere es fa servir per introduir notes amb una tauleta tàctil en text de maquinari com a alternativa del teclat. Una aplicació particular és la transliteració de manuscrits antics, o a més de l'estil gràfic particular hi ha el problema de la llengua i ortografia antigues, que el fan més difícil interpretar ambiguïtats.
Ja des de la fi dels anys vuitanta del segle xx, una de les primers aplicacions industrials va ser la lectura automàtica d'adreces de les sobrecartes als centres de triatge de correus. El reconeixement intel·ligent encara no obté la mateixa precisió que OCR, així i tot pot atènyer una precisió del 97% o superior. S'utilitza per transliterar text escrit a mà, text mecanografiat i fonts poc habituals.

## Esquema bàsic d'un algorisme ICR

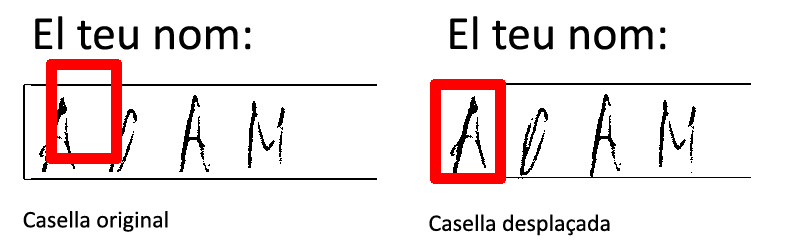
Aïllament del caràcter, a l'esquerra la casella original i a la dreta la casella desplaçada

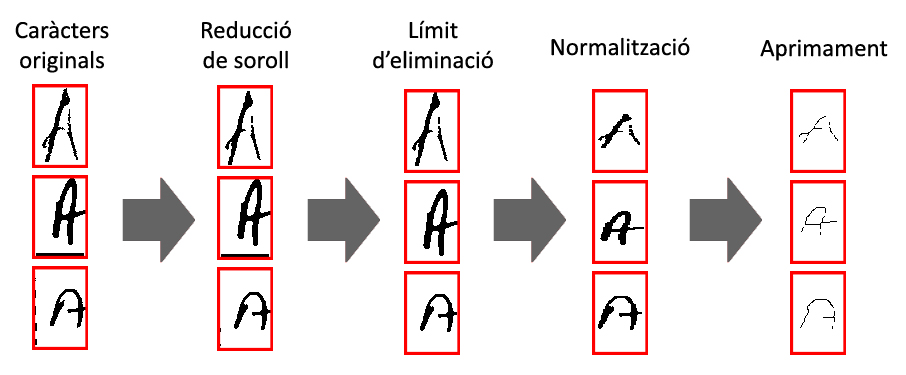
4 passos d'algorisme ICR: reducció de soroll, límit d'eliminació, normalització i aprimament

El procés d'ICR, majoritàriament es divideix en aquests set passos.
1. Aïllament del caràcter: Es desplaça cada caràcter individual (lletra o número) a dins de la casella corresponent. El programa ha de saber on es troben les coordenades d'aquesta.
2. Reducció de soroll: s'extreuen continguts de la casella que segurament no formen part del caràcter, com petits punts insignificants.
3. Límit d'eliminació: s'eliminen els segments que es troben molt a prop del marc de la casella.
4. Normalització: Un cop s'ha aconseguit que els voltants del caràcter siguin blancs, s'ajusta la mida del caràcter a la casella.
5. Aprimament: és el procés de reducció de la imatge fins a obtenir una forma d'esquelet, és a dir que els contorns tinguin l'amplada d'un píxel. Aquest procés es fa amb la finalitat d'esborrar la densitat de l'eina d'escriure.
6. Extracció de característiques: Aquest és el procés clau d'identificació del caràcter. Normalment es divideix la imatge en seccions que parteixen del centre, i s'extreuen els vectors que formen els píxels plens amb el centre.
7. Reconeixement: una vegada s'han extret les característiques es comparen amb una forma ja existent per fer la identificació. El caràcter que tingui major semblança és el que s'assigna.

## Comparació de les tecnologies ICR, OCR i OMR
El reconeixement intel·ligent de caràcters (ICR), el reconeixement òptic de caràcters (OCR) i el reconeixement de marques òptiques (OMR) són mètodes orientats a disminuir la quantitat d'entrades de dades manuals. Per omplir formularis, OMR és una tecnologia molt especialitzada, ja que conté marques d'identificació (quadres negres al principi i al final del formulari). En OCR i ICR són més flexibles, no utilitzen marques de temps, però sí marques de registre (caselles). Recuperar continguts, només és possible amb ICR i OCR, ja que OMR no fa un escaneig de la imatge.
En precisió, OMR aconsegueix una eficàcia del 99%, mentre que OCR del 98% i ICR del 97% si l'entrada ha estat neta i s'utilitza una edició sobre context.

## Aplicacions ICR
Les millors eines de processament de formularis combinen OCR i ICR per donar-li la màxima flexibilitat, cosa que li permet combinar diversos tipus de respostes en una base de dades. Això pot ser útil per a molts tipus de documents, que van des de les enquestes i qüestionaris als xecs bancaris.
Aquests són alguns exemples de programari ICR.
| Empresa                | Productes                                                                                | Llengües que suporta ICR |
| ---------------------- | ---------------------------------------------------------------------------------------- | --- |
| Parascript             | Parascript CheckPlus Parascript AddressScript Parascript FormXtra Parascript FieldScript | Anglès, Francès, Alemany, Italià, Kazak, Portuguès, Rus i Espanyol |
| A2IA                   | A2iA DocumentReader A2iA CheckReader A2iA AddressReader A2iA FieldReader                 | Anglès, Francès, Alemany, Italià, Portuguès i Espanyol |
| ABBYY                  | ABBYY FlexiCapture ABBYY FlexiCapture Engine ABBYY FineReader Engine                     | Afrikaans, Albanès, Aimara, Azerbaidjan (Amèrica), Basc, Bemba, Blackfoot, Bretó, Bogotà, Búlgar, Cebuano, Chamorro, Tàrtar, Croat, Cors, Txec, Dakota (Sioux), Holandès (Bèlgica), Holandès (Països Baixos), Anglès, Estonià, Evenki, Fiji, Finlandès, Francès, Friso, Friulano, Gallec, Ganda, Alemany, Alemany (Luxemburg), Alemany (nova ortografia), Grec, Guaraní, Hani, Hausa, Hawaià, Hongarès, Islandès, Indonesi, Irlandès, Italià, Jingpo, Karachay-Balkària, Kasub, Kawa, Kazakhstan, Kirguizstan, Congolès, Kpelle, Kumyk, Kurd, Llatí, Letó, Lituà, Luba, Madagascar, Malinké, el Maori, el Maia, Miao, Minangkabau, Mohawk, Moldau, Mongol, Mordvin, el Náhuatl, Nivkh, Nogayos, Nyanja, Ojibway, Francès antic, Alemany antic, Italià antic, Espanyol antic, el Papiamento, Polonès, Quítxua, Rhaeto Romànic, Romanès, Romaní, Rundi, Rus, Ruandès, Sami (lapons), Samoa, el Gaèlic Escocès, Selkup, Serbi, Eslovac, Eslovè, Somàlia, Sotho, Espanyol, Suahili, Swaziland, Tagalog, Tahitià, Tok Pisin, Tonga, Tswana, Tun, Turc, Uigur (Amèrica), Ucraïnès, el Wòlof, Xhosa, Anat zapoteca i Interlingua |
| Accusoft Pegasus       | SmartZone ICR/OCR                                                                        | Anglès, Danès, Alemany, Finlandès, Francès, Alemany, Italià, Noruec, Portuguès, Espanyol i Suec (.NET supports all listed, ActiveX is English only) |
| Cognitive Technologies | Cognitive Forms                                                                          | Rus |
| ExperVision            | TypeReader OpenRTK                                                                       | Anglès, Francès, Alemany, Italià, Espanyol, Portuguès, Danès, Alemany, Suec, Noruec, Hongarès, Polac, Xinès, Xinès tradicional, Rus, Finlandès i Polinès |
| I.R.I.S. Group         | IRISCapture Pro for Forms                                                                | Latin based languages |
| LEADTOOLS              | LEADTOOLS ICR SDK Module                                                                 | Català, Txec, Danès, Alemany, Anglès, Finès, Francès, Alemany, Hongarès, Italià, Noruec, Polac, Portuguès, Espanyol i Suec |